# Onthophagus quiproquo
Onthophagus quiproquo là một loài bọ cánh cứng trong họ Bọ hung (Scarabaeidae).